# Selfie
 For alternative betydninger, se Selvportræt (flertydig). (Se også artikler, som begynder med Selvportræt)
Selfie er et udtryk for at tage et typisk uformelt fotografisk selvportræt, som man har fotograferet med et håndholdt digitalkamera eller mobiltelefon. Selfies bliver især brugt af teenagere og kendte personligheder.
Udtrykket blev første gang brugt i 2002, men det var først i løbet i 2012, at selfie for alvor blev allemandseje i takt med at brugen af selfies på social medier som Instagram og Facebook eksploderede. I 2013 kårede Oxford-ordbøgerne "selfie" til at være årets ord.

## Historie
Muligheden for at fotografere selfies har eksisteret længe før begrebet kom til. I praksis har det været muligt fra webcams, som har eksisteret siden 1990. I moderne forstand er udtrykket stærkt forbundet med sociale medier såsom Twitter, Facebook, Instagram, Snapchat, Vine og Myspace, hvor mange vælger at publicere deres selfies.
Selfies blev før i tiden oftest taget ved at bruge et spejl. Man kunne rette kameraet mod spejlet i stedet for mod sig selv. Denne metode bliver i mindre grad stadig brugt. Den russiske storfyrstinde Anastasia Nikolaevna var i en alder af 13 en af de første teenagere til at tage et billede af sig selv i et spejl. Hun sendte det til en ven i 1914. I brevet med fotografiet skrev hun: "Jeg tog dette billede af mig selv ved at kigge på spejlet. Det var meget svært, da mine hænder rystede." I december 2013 registrerede Dansk Sprognævn ordet. Hvis ordet fæstner sig i sprogbrugen, vil "selfie" senere tilføjes til ordbogen.

## Galleri
- Anastasia Nikolaevna af Ruslands "selfie" via spejl, 1914
- Selfie af astronauten Akihiko Hoshide.
- Selfie i et overvågningsspejl.
- Selfie i et spejl i et vindue.